# Vârlezi
Vârlezi es una comuna ubicada en el distrito de Galați, Rumania.

## Superficie
Posee una superficie de 91,73 kilómetros cuadrados.

## Demografía
Hasta 2021 la población era de 1646 habitantes, con una densidad de población de 17,94 habitantes por kilómetro cuadrado.